# Yéhoshoua Ossovitzky
Yéhoshoua Ossovitzky (יהושע אוסוביצקי) ou Ossowetzky naît en 1858 à Kiev, en Ukraine, puis émigre en Palestine en 1882. Il a été jusqu'en 1900 un pionnier de l'implantation juive dans des établissements agricoles en Palestine.

## Biographie
Avec la 1re vague d'aliyah, Yéhoshoua Ossovitzky émigre et devient éducateur d'enfants rescapés de pogroms et issus de Mikvé-Israël. Il est nommé à Rishon LeZion comme représentant des intérêts du baron Edmond de Rothschild. Il œuvre à l'achat de terrains dans la région de Rishon LeZion et de Beer-Touvia, au financement de constructions et à la plantation de vignes. 
En 1887, Ossovitzky fait face à la mobilisation hostile des agriculteurs de Rishon LeZion. Puis il passe à Metoula, délégué par le baron, pour l'acquisition de terres destinées à l'implantation du futur village. Tant qu'Ossovitzky remplissait le rôle de représentant du baron, tout allait pour le mieux. Par la manière dont il remplissait ses fonctions, il jouissait du respect des autorités turques.
Suite à des tensions internes, il est démis de ses fonctions. En 1900, il quitte la Palestine, vient en France et vit à Paris jusqu'à sa mort en 1929.